# Équipe du Portugal des moins de 20 ans de football
Maillots
L'équipe du Portugal des moins de 20 ans ou Portugal U20 est une sélection de footballeurs de moins de 20 ans au début des deux années de compétition placée sous la responsabilité de la Fédération portugaise de football. Cette équipe a été championne du monde à deux reprises, en 1989 puis en 1991.

## Résultats

### Palmarès
| Compétitions internationales                                                                                             | Compétitions continentales |
| - Coupe du monde de football des moins de 20 ans (2) : - Vainqueur en 1989, 1991 - Finaliste en 2011 - Troisième en 1995 | - Festival international espoirs – Tournoi Maurice-Revello (3) : - Vainqueur en 1992*, 2001 et 2003 - Finaliste en 1994*, 1997, 2000 et 2005 - Troisième en 1996, 1998, 2006, 2014 et 2016 (*) Equipe espoirs |

## Compétitions internationales
| Coupe du monde de football des moins de 20 ans | Coupe du monde de football des moins de 20 ans | Coupe du monde de football des moins de 20 ans | Coupe du monde de football des moins de 20 ans | Coupe du monde de football des moins de 20 ans | Coupe du monde de football des moins de 20 ans | Coupe du monde de football des moins de 20 ans | Coupe du monde de football des moins de 20 ans | Coupe du monde de football des moins de 20 ans | Coupe du monde de football des moins de 20 ans |
| Année                                          | Tour                                           | Position finale                                | MJ                                             | V                                              | N                                              | D                                              | BP                                             | BC                                             | Dif                                            |
| ---------------------------------------------- | ---------------------------------------------- | ---------------------------------------------- | ---------------------------------------------- | ---------------------------------------------- | ---------------------------------------------- | ---------------------------------------------- | ---------------------------------------------- | ---------------------------------------------- | ---------------------------------------------- |
| 1977                                           | Non qualifiée                                  | Non qualifiée                                  | Non qualifiée                                  | Non qualifiée                                  | Non qualifiée                                  | Non qualifiée                                  | Non qualifiée                                  | Non qualifiée                                  | Non qualifiée                                  |
| 1979                                           | 1/4 de Finale                                  | 7e                                             | 4                                              | 1                                              | 1                                              | 2                                              | 2                                              | 4                                              | - 2                                            |
| 1981                                           | Non qualifiée                                  | Non qualifiée                                  | Non qualifiée                                  | Non qualifiée                                  | Non qualifiée                                  | Non qualifiée                                  | Non qualifiée                                  | Non qualifiée                                  | Non qualifiée                                  |
| 1983                                           | Non qualifiée                                  | Non qualifiée                                  | Non qualifiée                                  | Non qualifiée                                  | Non qualifiée                                  | Non qualifiée                                  | Non qualifiée                                  | Non qualifiée                                  | Non qualifiée                                  |
| 1985                                           | Non qualifiée                                  | Non qualifiée                                  | Non qualifiée                                  | Non qualifiée                                  | Non qualifiée                                  | Non qualifiée                                  | Non qualifiée                                  | Non qualifiée                                  | Non qualifiée                                  |
| 1987                                           | Non qualifiée                                  | Non qualifiée                                  | Non qualifiée                                  | Non qualifiée                                  | Non qualifiée                                  | Non qualifiée                                  | Non qualifiée                                  | Non qualifiée                                  | Non qualifiée                                  |
| 1989                                           | Vainqueur                                      | 1er                                            | 6                                              | 5                                              | 0                                              | 1                                              | 6                                              | 3                                              | +3                                             |
| 1991                                           | Vainqueur                                      | 1er                                            | 6                                              | 5                                              | 1                                              | 0                                              | 9                                              | 1                                              | +8                                             |
| 1993                                           | 1er Tour                                       | 16e                                            | 3                                              | 0                                              | 0                                              | 3                                              | 1                                              | 5                                              | - 4                                            |
| 1995                                           | 3e Place                                       | 3e                                             | 6                                              | 5                                              | 0                                              | 1                                              | 12                                             | 6                                              | +6                                             |
| 1997                                           | Non qualifiée                                  | Non qualifiée                                  | Non qualifiée                                  | Non qualifiée                                  | Non qualifiée                                  | Non qualifiée                                  | Non qualifiée                                  | Non qualifiée                                  | Non qualifiée                                  |
| 1999                                           | 8e de Finale                                   | 13e                                            | 4                                              | 1                                              | 2                                              | 1                                              | 5                                              | 4                                              | +1                                             |
| 2001                                           | Non qualifiée                                  | Non qualifiée                                  | Non qualifiée                                  | Non qualifiée                                  | Non qualifiée                                  | Non qualifiée                                  | Non qualifiée                                  | Non qualifiée                                  | Non qualifiée                                  |
| 2003                                           | Non qualifiée                                  | Non qualifiée                                  | Non qualifiée                                  | Non qualifiée                                  | Non qualifiée                                  | Non qualifiée                                  | Non qualifiée                                  | Non qualifiée                                  | Non qualifiée                                  |
| 2005                                           | Non qualifiée                                  | Non qualifiée                                  | Non qualifiée                                  | Non qualifiée                                  | Non qualifiée                                  | Non qualifiée                                  | Non qualifiée                                  | Non qualifiée                                  | Non qualifiée                                  |
| 2007                                           | 8e de Finale                                   | 15e                                            | 4                                              | 1                                              | 0                                              | 3                                              | 4                                              | 5                                              | - 1                                            |
| 2009                                           | Non qualifiée                                  | Non qualifiée                                  | Non qualifiée                                  | Non qualifiée                                  | Non qualifiée                                  | Non qualifiée                                  | Non qualifiée                                  | Non qualifiée                                  | Non qualifiée                                  |
| 2011                                           | Finaliste                                      | 2e                                             | 7                                              | 4                                              | 2                                              | 1                                              | 7                                              | 3                                              | +4                                             |
| 2013                                           | 1/8 de Finale                                  |                                                | 4                                              | 2                                              | 1                                              | 1                                              | 12                                             | 7                                              | +5                                             |
| 2015                                           | 1/4 de Finale                                  |                                                | 5                                              | 4                                              | 1                                              | 0                                              | 12                                             | 2                                              | +10                                            |
| 2017                                           | 1/4 de Finale                                  |                                                | 5                                              | 2                                              | 2                                              | 1                                              | 9                                              | 7                                              | +2                                             |
| 2019                                           | 1er Tour                                       |                                                | 3                                              | 1                                              | 1                                              | 1                                              | 2                                              | 3                                              | -1                                             |
| 2023                                           | Non qualifiée                                  | Non qualifiée                                  | Non qualifiée                                  | Non qualifiée                                  | Non qualifiée                                  | Non qualifiée                                  | Non qualifiée                                  | Non qualifiée                                  | Non qualifiée                                  |
| 2025                                           | Non qualifiée                                  | Non qualifiée                                  | Non qualifiée                                  | Non qualifiée                                  | Non qualifiée                                  | Non qualifiée                                  | Non qualifiée                                  | Non qualifiée                                  | Non qualifiée                                  |
| Total                                          | 2 Titres                                       | 2/12                                           | 57                                             | 31                                             | 11                                             | 15                                             | 81                                             | 50                                             | +31                                            |

| Tournoi international de Toulon* | Tournoi international de Toulon* | Tournoi international de Toulon* | Tournoi international de Toulon* | Tournoi international de Toulon* | Tournoi international de Toulon* | Tournoi international de Toulon* | Tournoi international de Toulon* | Tournoi international de Toulon* | Tournoi international de Toulon* |
| Année                            | Tour                             | Position finale                  | MJ                               | V                                | N *                              | D                                | BP                               | BC                               | Dif                              |
| -------------------------------- | -------------------------------- | -------------------------------- | -------------------------------- | -------------------------------- | -------------------------------- | -------------------------------- | -------------------------------- | -------------------------------- | -------------------------------- |
| 1996                             | 3e Place                         | 3e                               | 4                                | 3                                | 1                                | 0                                | 12                               | 3                                | +9                               |
| 1997                             | Finaliste                        | 2e                               | 5                                | 2                                | 2                                | 1                                | 7                                | 4                                | +3                               |
| 1998                             | 3e Place                         | 3e                               | 5                                | 3                                | 1                                | 1                                | 4                                | 1                                | +3                               |
| 1999                             | 1er Tour                         | 7e                               | 3                                | 0                                | 1                                | 2                                | 1                                | 5                                | - 4                              |
| 2000                             | Finaliste                        | 2e                               | 5                                | 1                                | 4                                | 0                                | 7                                | 4                                | +3                               |
| 2001                             | Vainqueur                        | 1er                              | 5                                | 5                                | 0                                | 0                                | 12                               | 5                                | +7                               |
| 2002                             | 1er Tour                         | 7e                               | 4                                | 0                                | 3                                | 1                                | 1                                | 2                                | - 1                              |
| 2003                             | Vainqueur                        | 1er                              | 5                                | 4                                | 0                                | 1                                | 11                               | 2                                | +9                               |
| 2004                             | 1er Tour                         | 5e                               | 3                                | 1                                | 1                                | 1                                | 3                                | 3                                | 0                                |
| 2005                             | Finaliste                        | 2e                               | 5                                | 4                                | 0                                | 1                                | 9                                | 5                                | +4                               |
| 2006                             | 3e Place                         | 3e                               | 5                                | 2                                | 2                                | 1                                | 3                                | 1                                | +2                               |
| 2007                             | 4e Place                         | 4e                               | 5                                | 1                                | 3                                | 1                                | 2                                | 2                                | 0                                |
| 2011                             | 1er Tour                         | 5e                               | 3                                | 1                                | 2                                | 0                                | 3                                | 2                                | +1                               |
| 2013                             | 4e Place                         | 4e                               | 5                                | 2                                | 1                                | 2                                | 8                                | 8                                | 0                                |
| 2014                             | 3e Place                         | 3e                               | 5                                | 4                                | 0                                | 1                                | 11                               | 4                                | +7                               |
| 2016                             | 3e Place                         | 3e                               | 5                                | 3                                | 1                                | 1                                | 7                                | 2                                | +5                               |
| Total                            | 2 Titres                         | 2/16                             | 72                               | 36                               | 22                               | 14                               | 101                              | 53                               | +48                              |

## Effectif actuel
Les joueurs suivants ont été sélectionnés pour disputer les matchs d'Under 20 Elite League face à l'Italie et la Pologne les 23 et 27 septembre 2022.
Gardiens
- 1. | João Carvalho | 9 avril 2004 (21 ans) | (2, 0) | ( Braga -19 ans)
- 12. | Eduardo Esteves | 15 mars 2003 (22 ans) | (0, 0) | ( Gil Vicente -23 ans)

Défenseurs
- 2. | João Tomé | 12 février 2003 (22 ans) | (2, 0) | ( Benfica -23 ans)
- 3. | Hugo Faria | 2 août 2004 (21 ans) | (0, 0) | ( Benfica -23 ans)
- 4. | Christian Marques | 15 janvier 2003 (22 ans) | (1, 0) | ( FGR (en prêt de Wolverhampton Wanderers))
- 5. | Flávio Nazinho | 20 juillet 2003 (22 ans) | (2, 0) | ( Sporting CP)
- 13. | Guilherme Montóia | 14 septembre 2003 (21 ans) | (2, 0) | ( Benfica -23 ans)
- 14. | Gabriel Miranda Rodrigues | 1er mars 2003 (22 ans) | (1, 0) | ( Vitória Guimares -23 ans)
- 19. | José Müller | 22 février 2003 (22 ans) | (1, 0) | ( Benfica -23 ans)
- 23. | Martim Ferreira | 4 octobre 2003 (21 ans) | (1, 0) | ( Benfica -23 ans)

Milieux
- 6. | Renato Veiga | 29 juillet 2003 (22 ans) | (2, 1) | ( Sporting CP -23 ans)
- 7. | Rodrigo Gomes | 7 juillet 2003 (22 ans) | (2, 1) | ( SC Braga)
- 8. | Martim Neto | 14 janvier 2003 (22 ans) | (2, 0) | ( Benfica B)
- 10. | Matchoi Djaló | 10 avril 2003 (22 ans) | (2, 0) | ( Paços de Ferreira)
- 18. | Gustavo Mendonça | 11 mars 2003 (22 ans) | (1, 0) | ( CF Canelas 2010)
- 21. | Diogo Abreu | 4 janvier 2003 (22 ans) | (1, 0) | ( Sporting CP -23 ans)

Attaquants
- 9. | Martim Tavares | 10 novembre 2003 (21 ans) | (1, 0) | ( Boavista FC)
- 11. | Joelson Fernandes | 28 février 2003 (22 ans) | (2, 0) | ( FC Bâle (en prêt de  Sporting CP -23 ans))
- 16. | Pedro Santos | 10 février 2003 (22 ans) | (2, 0) | ( Benfica -23 ans)
- 17. | Ricardo Nóbrega | 13 mars 2004 (21 ans) | (2, 0) | ( Benfica -23 ans)
- 18. | Luís Semedo | 11 août 2003 (22 ans) | (2, 0) | ( Benfica -23 ans)
- 20. | Diogo Cabral | 1er juin 2003 (22 ans) | (2, 0) | ( Sporting CP -23 ans)

## Les sélectionneurs
| Sélectionneurs     | Période   | Statistiques | Statistiques | Statistiques | Statistiques | Statistiques | Statistiques | Statistiques | Statistiques |
| Sélectionneurs     | Période   | Matchs       | Gagnés       | Nuls         | Défaites     | BP           | BC           | Dif          |              |
| ------------------ | --------- | ------------ | ------------ | ------------ | ------------ | ------------ | ------------ | ------------ | ------------ |
| Peres Bandeira     | 1979      |              |              |              |              |              |              |              |              |
| Carlos Queiroz     | 1989–1991 |              |              |              |              |              |              |              |              |
| Agostinho Oliveira | 1993      |              |              |              |              |              |              |              |              |
| Nelo Vingada       | 1994-95   |              |              |              |              |              |              |              |              |
| Jesualdo Ferreira  | 1996-2000 |              |              |              |              |              |              |              |              |
| António Violante   | 2001-2002 |              |              |              |              |              |              |              |              |
| Rui Caçador        | 2003-2004 |              |              |              |              |              |              |              |              |
| José Couceiro      | 2006-2007 | 21           | 13           | 4            | 4            | 37           | 8            | +29          |              |
| Rui Caçador        | 2007-2008 |              |              |              |              |              |              |              |              |
| António Violante   | 2008      |              |              |              |              |              |              |              |              |
| Paulo Alves        | 2009-2010 | 5            | 3            | 1            | 1            | 9            | 3            | +6           |              |
| Ilídio Vale        | 2010–2012 | 13           | 2            | 10           | 1            | 14           | 13           | +1           |              |
| Edgar Borges       | 2012–2014 | -            | -            | -            | -            | -            | -            | -            |              |
| Hélio Sousa        | 2014–2015 | 9            | 7            | 1            | 1            | 18           | 3            | +15          |              |
| Edgar Borges       | 2016      | 5            | 3            | 1            | 1            | 7            | 2            | +5           |              |
| Emílio Peixe       | 2016–     | 9            | 3            | 4            | 2            | 15           | 15           | 0            |              |

## Personnalités

### Joueurs d'hier
statistiques arrêtées au 02/06/2019
|    | Joueur            | Carrière  | Sélections |
| -- | ----------------- | --------- | ---------- |
| 1  | Tiago Ferreira    | 2011-2013 | 28         |
| 2  | Sérgio Oliveira   | 2011      | 20         |
| 2  | Paulo Costa       | 1998-2000 | 20         |
| 4  | Esteves           | 1998-2000 | 19         |
| 4  | Nélson Oliveira   | 2011      | 19         |
| 4  | Nuno Reis         | 2011      | 19         |
| 4  | Pelé              | 2011      | 19         |
| 4  | Danilo Pereira    | 2011      | 19         |
| 10 | Aladje            | 2012-2013 | 18         |
| 10 | Florentino        | 2018-2019 | 18         |
| 10 | Tozé              | 2012-2013 | 18         |
| 10 | Cédric Soares     | 2011      | 18         |
| 10 | João Vieira Pinto | 1989-1991 | 18         |

|   | Joueur          | Carrière  | Buts |
| - | --------------- | --------- | ---- |
| 1 | Nuno Gomes      | 1995-1996 | 9    |
| 1 | Lourenço        | 2001-2003 | 9    |
| 1 | Aladje          | 2012-2013 | 9    |
| 4 | Nélson Oliveira | 2011      | 8    |
| 4 | André Silva     | 2015      | 8    |
| 6 | Pedro Correia   | 2019      | 7    |
| 7 | Bruma           | 2013      | 6    |
| 7 | Bruno Gama      | 2006-2007 | 6    |
| 7 | Paulo Torres    | 1991      | 6    |
| 7 | Carlitos        | 1997-1998 | 6    |
| 7 | Dani            | 1995-1996 | 6    |